# MediaInfo
MediaInfo es un programa libre y de código abierto que muestra información técnica acerca de archivos multimedia, así como información de las etiquetas de varios archivos de audio y vídeo. Es usado por muchos programas como XMedia Recode, MediaCoder, eMule, y K-Lite Codec Pack. Este puede ser fácilmente integrado dentro de cualquier programa usando la DLL proporcionada MediaInfo.dll. MediaInfo soporta muchos formatos populares de vídeo (como AVI, WMV, QuickTime, Real, DivX, XviD) así como formatos menos conocidos como MKV y WebM. En 2012 MediaInfo 0.7.57 fue distribuido también en el formato PortableApps.com.
MediaInfo provee una línea de comandos para mostrar la información en todas las plataformas soportadas. Adicionalmente, es provista una interfaz gráfica para ver la información en Microsoft Windows, macOS y GNU/Linux. Los usuarios que desean tener la versión gráfica de Windows pueden escoger descargar el instalador con OpenCandy para apoyar a los creadores del software.
Desde la versión 17.10 se utiliza el historial de versiones de acuerdo al año y mes de lanzamiento, siendo la última con historial de versiones la versión 0.7.99.

## Información técnica
MediaInfo revela información como la siguiente:
- General: título, autor, director, álbum, número de pista, fecha y duración
- Vídeo: códec, relación de aspecto, fotogramas por segundo, tasa de bits
- Audio: códec, tasa de muestreo, canales, idioma, tasa de bits
- Texto: subtítulo, idioma del subtítulo
- Capítulos: número de capítulos, lista de capítulos[5]

MediaInfo 0.7.51 y las versiones más recientes devuelven la información del códec opcionalmente desde las etiquetas o por análisis. Puede darse el caso de que etiquetas erróneas hagan que se muestre información errónea.
El instalador de MediaInfo fue anteriormente incluido con OpenCandy. Como sea, se puede instalar el programa sin necesidad de instalar el OpenCandy. Desde abril de 2016 ya no se da este caso más.

### Formatos de entrada aceptados
MediaInfo es solamente compatible con los archivo de audio o vídeo que incluyan los siguientes códecs:
- Vídeo: MXF, MKV, OGM, AVI, DivX, WMV, QuickTime, RealVideo, MPEG-1, MPEG-2, MPEG-4, DVD-Video (VOB), DivX, XviD, MSMPEG4, ASP, H.264 (MPEG-4 AVC)
- Audio: OGG, MP3, WAV, RealAudio, AC3, DTS, AAC, M4A, AU, AIFF
- Subtítulos: SRT, SSA, ASS, SAMI[5]

### Sistemas operativos
MediaInfo soporta Microsoft Windows XP o mayor, Mac OS X, Solaris y muchas distribuciones Linux y BSD. MediaInfo también provee el código fuente, así que prácticamente cualquier sistema operativo o plataforma puede ser soportado. Existe una vieja versión, la 0.7.60 que puede ser ejecutado bajo Windows 95 y Windows 2000.
Hay un hilo de Doom9 para los desarrolladores de MediaInfo dando soporte para las implementaciones simplificadas y modificadas.

## Licencia
Desde la versión 0.7.62 la biblioteca MediaInfo fue licenciada bajo la GNU Lesser General Public License, mientras que la GUI y la CLI fueron licenciadas bajo los términos de la GNU General Public License.